# بانداج

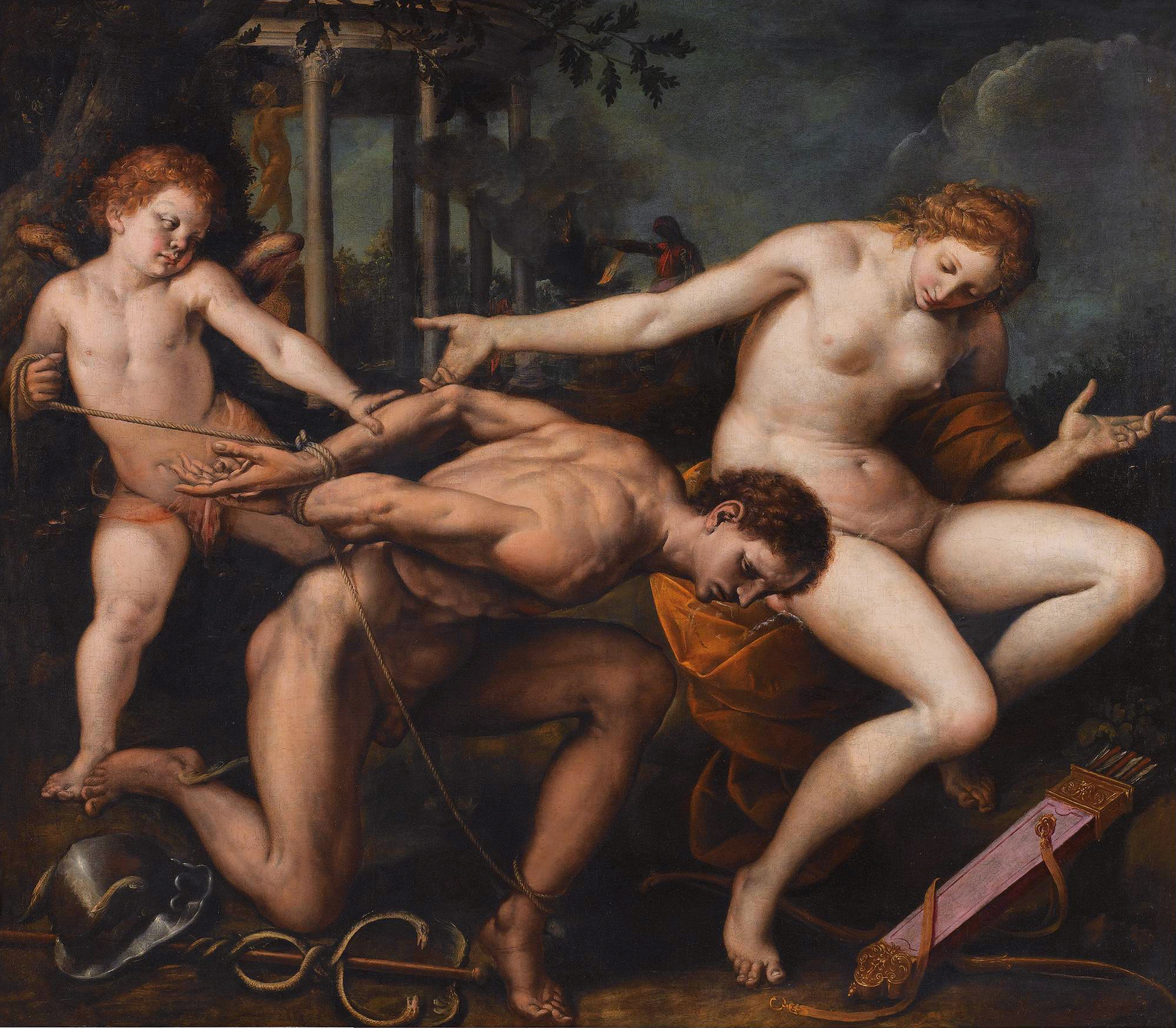
تمثیل عشق و خرد، ایزیدورو بیانکی.

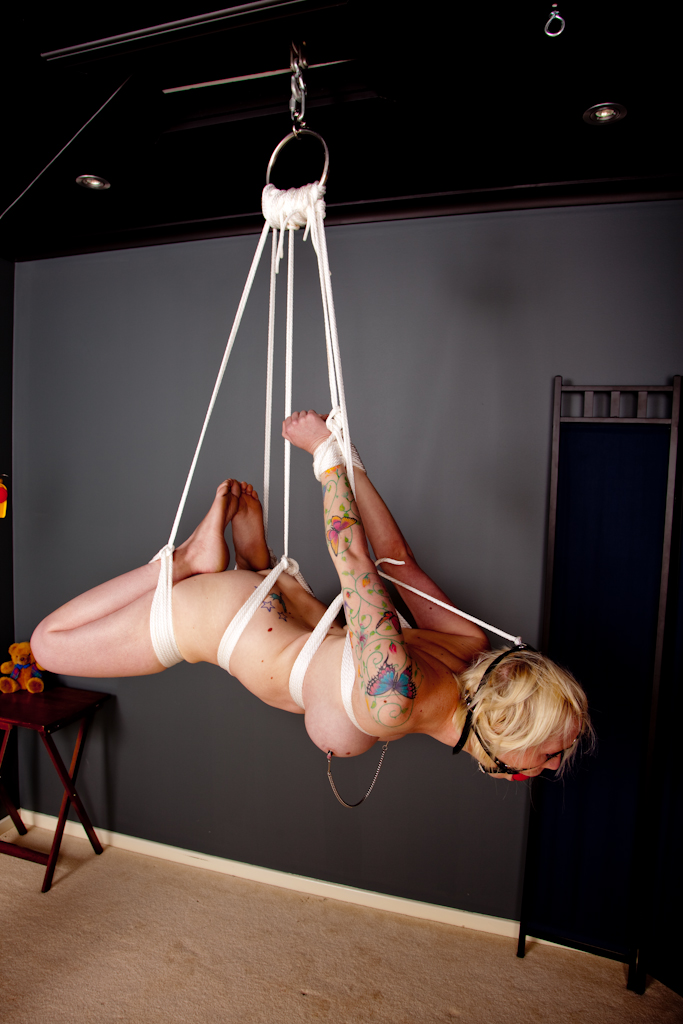
یک مدل از خفت بندی به سبک هاگتی، به او دهان‌بند زده شده و سینه‌های او نیز بسته شده‌اند.

خِفت‌بندی یا مَهاربندی (به انگلیسی: bondage)، خرده‌فرهنگی در بی‌دی‌اس‌ام است. عملی در جهت بستن اجباری فرد یا محدود کردنش برای اهداف جنسی، زیبایی‌شناسی یا تحریکات حسی است. در خفت‌بندی فرد به شیوه‌های مختلف بسته می‌شود، شامل بسته شدن با طناب، دست‌بند یا نوارچسب.
خفت‌بندی به خودی خود لزوماً به معنای عملی در چهارچوب سادومازوخیسم محسوب نمی‌شود. این عمل ممکن است به‌عنوان پوزیشنی در سکس استفاده شود یا مرتبط با فعالیت‌های بی‌دی‌اس‌ام باشد. حرف بی در لفظ بی‌دی‌اس‌ام به همین عمل خفت‌بندی اشاره دارد. تمایلات جنسی و امیال شهوانی در این عمل جزوه مولفه‌های اصلیست، اما الزام‌آور نیست. زیبایی‌شناسی نیز در خفت بندی مورد توجه قرار دارد.
یک دلیل رایج که طرفین مبادرت به استفاده از این روش می‌کنند این است که تحت کنترل گرفتن شریک سلطه پذیر (ساب) توسط شریک سلطه گرش (دام) و همین‌طور از دست دادن موقتی کنترل اوضاع از سوی فرد سلطه‌پذیر، می‌تواند دارای لذت جنسی باشد. برای افراد سادومازوخیستی، خفت‌بندی معمولاً به معنای یک خط پایان محسوب می‌گردد، جایی که فرد کنترلی بر اوضاع ندارد و انواع اعمال سادومازوخیستی می‌تواند روی او پیاده شود. هرچند، خفت‌بندی ممکن است بابت نفس عمل نیز اعمال شود، طوری که شریک سلطه‌پذیر در شرایط بی‌تحرکی و ناتوانی قرار می‌گیرد و فرد سلطه‌گر نیز از تماشای شریک سلطه‌پذیر خود احساس لذت کند.

## انواع

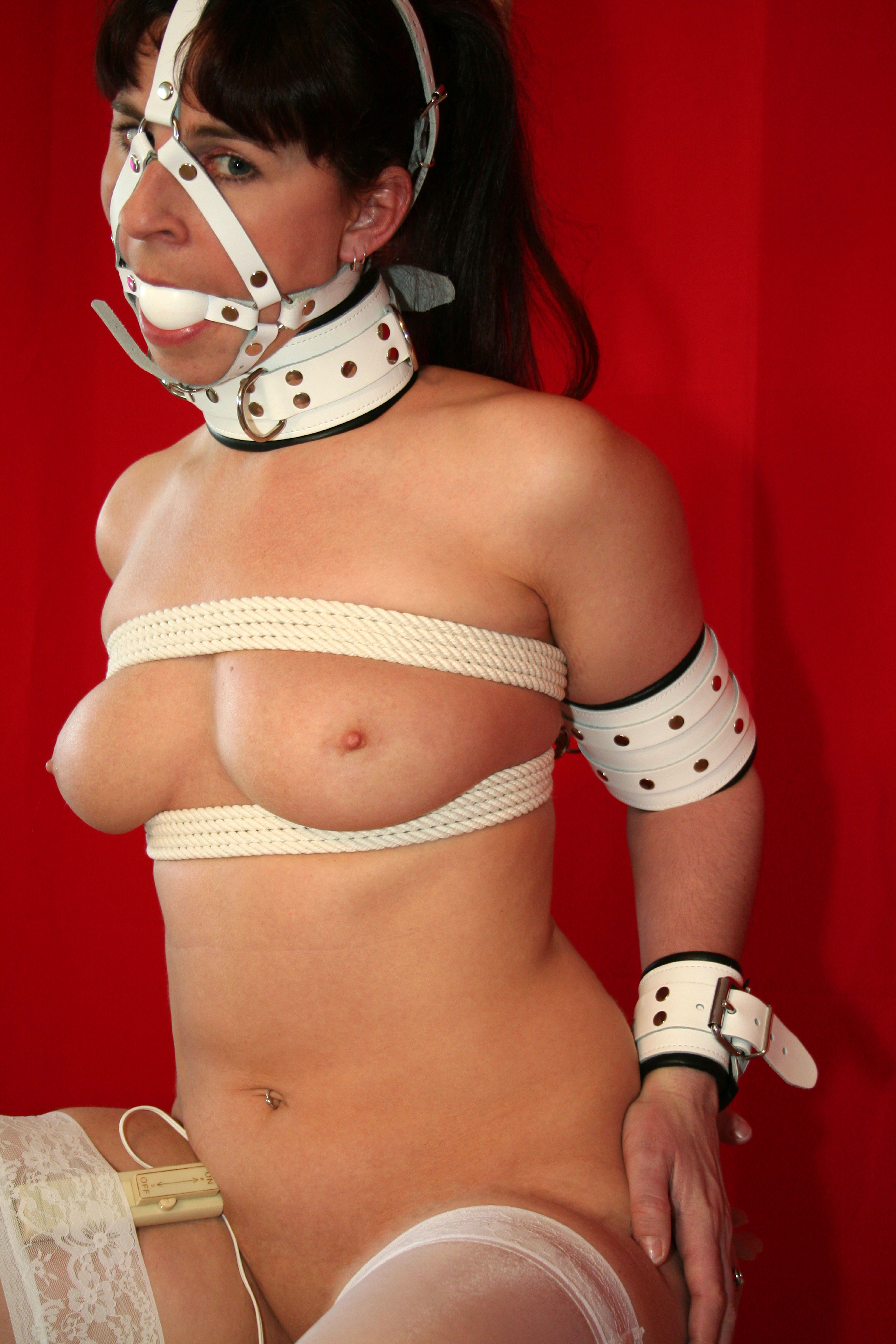
زنی با گلوله که صورتش با استفاده از بند و یقه اسارت بسته شده است

به دلیل تنوع در اشکال، اسارت بر اساس انگیزه آن به انواع مختلفی تقسیم می‌شود.

### اسارت برای یک هدف
این شکل از اسارت بهترین نوع در BDSM شناخته شده است و به معنای محدود کردن شریک غیرفعال برای یک هدف نهانی است، مانند دسترسی بیشتر به آنها برای یک جلسه کتک زدن. اسارت به خاطر خود در این مقوله لحاظ نمی‌شود.

### اسارت تزئینی
در این شکل از اسارت، شریک محدود برای یک هدف تزئینی، به عنوان یک شیء زیبایی شناختی، به عنوان مثال برای عکاسی وابسته به عشق شهوانی، یا شکلی از مبلمان انسانی در یک مهمانی BDSM استفاده می‌شود.

### اسارت شکنجه

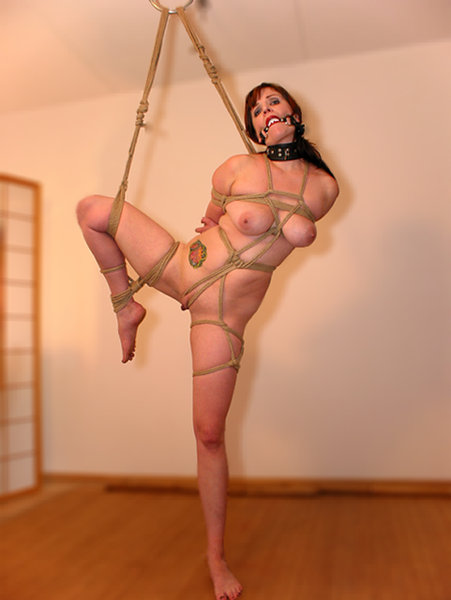
طناب بندی: زن بسته شده در وضعیت نامناسبی با استفاده از بند سینه و طناب‌های فاق در دو طرف لابیای خود بسته شده است.

در این شکل از اسارت، شریک محدود شده عمداً در موقعیتی ناراحت‌کننده یا دردناک قرار می‌گیرد، برای مثال به عنوان تنبیه در رابطه با یک بازی جنسی مسلط/تسلیم کننده. تقریباً هر شکلی از اسارت، زمانی که شریک محدود شده به مدت کافی در بسته باقی بماند، می‌تواند به عنوان اسارت شکنجه استفاده شود. مدت زمان استفاده از این شکل تنبیهی اسارت بسیار متفاوت است، اما در شهوانی اسارت مانند Sweet Gwendoline جان ویلی یا عکاسی از اسارت ژاپنی، اغلب گسترده و طولانی مدت است.

### اسارت فیلم
اسارت فیلم نوعی اسارت کاملاً غیرخشونت آمیز فقط برای اهداف زیبایی شناختی است. در این شکل از اسارت، شریک مهار شده به آرامی مقید است و بدون تلاش زیاد قادر به فرار است.

### اسارت مراقبه
این شکل از اسارت به ندرت در اسارت غربی استفاده می‌شود. با این حال، در اسارت ژاپنی (به ژاپنی: shibari)، این یک جنبه مهم است، که احتمالاً در اصل از یک سنت مذهبی تکامل یافته است، که در آن علاقه به وضعیت معنوی شریک محدود به جای وضعیت بدنی آنها است.

## بی‌دی‌اس‌ام
از شیوه‌های خفت‌بندی معمولاً در بی‌دی‌اس‌ام و نقش آفرینی جنسی استفاده می‌شود، چنان‌که بی دی اس ام را از نگاه بیرونی در این چهارچوب‌ها تعریف می‌کنند، هرچند که برای استفاده از شیوه‌های بانداج الزاماً نیازی به داشتن هویت جنسی مبتنی بر بی دی اس ام نیست. حتی افراد به اصطلاح «وانیلی» نیز می‌توانند از روش‌های فوق روی شرکای جنسی شان استفاده کنند.
خفت بندی برای افراد از هر جنس و همه گرایش جنسی همچون "مفعول، ارباب و برده، غالب (دام) یا مطیع (ساب)" جذابیت جنسی دارد. همچنین در مواردی از فعالیت‌های خیال پردازانه نیز خفت بندی ممکن است جزئی از یک کل باشد.